# Eriauchenius anabohazo
Eriauchenius anabohazo là một loài nhện trong họ Archaeidae. Loài này phân bố ở Madagascar.